# Temporada 2012 de la WNBA
La Temporada 2012 de la WNBA fue la decimosexta en la historia de la Women's National Basketball Association. Acabó con el primer título para las Indiana Fever, derrotando en la final a las vigentes campeonas, las Minnesota Lynx.

## Clasificaciones

### Conferencia Este
| Conferencia Este     | G  | P  | PCT  | PD   | Casa | Fuera | Conf. |
| -------------------- | -- | -- | ---- | ---- | ---- | ----- | ----- |
| Connecticut Sun y    | 25 | 9  | .735 | –    | 12–5 | 13–4  | 18–4  |
| Indiana Fever x      | 22 | 12 | .647 | 3.0  | 13–4 | 9–8   | 15–7  |
| Atlanta Dream x      | 19 | 15 | .559 | 6.0  | 11–6 | 8–9   | 12–10 |
| New York Liberty x   | 15 | 19 | .441 | 10.0 | 9–8  | 6–11  | 10–12 |
| Chicago Sky o        | 14 | 20 | .412 | 11.0 | 7–10 | 7–10  | 8–14  |
| Washington Mystics o | 5  | 29 | .147 | 20.0 | 4–13 | 1–16  | 3–19  |

### Conferencia Oeste
| Conferencia Oeste          | G  | P  | PCT  | PD   | Casa | Fuera | Conf. |
| -------------------------- | -- | -- | ---- | ---- | ---- | ----- | ----- |
| Minnesota Lynx z           | 27 | 7  | .794 | –    | 16–1 | 11–6  | 17–5  |
| Los Angeles Sparks x       | 24 | 10 | .706 | 3.0  | 16–1 | 8–9   | 15–7  |
| San Antonio Silver Stars x | 21 | 13 | .618 | 6.0  | 12–5 | 9–8   | 14–8  |
| Seattle Storm x            | 16 | 18 | .471 | 11.0 | 10–7 | 6–11  | 11–11 |
| Tulsa Shock o              | 9  | 25 | .265 | 18.0 | 6–11 | 3–14  | 5–17  |
| Phoenix Mercury o          | 7  | 27 | .206 | 20.0 | 3–14 | 4–13  | 4–18  |

## Galardones
| Galardón                                      | Ganadora         | Equipo             |
| --------------------------------------------- | ---------------- | ------------------ |
| MVP de las Finales de la WNBA                 | Tamika Catchings | Indiana Fever      |
| MVP de la Temporada de la WNBA                | Tina Charles     | Connecticut Sun    |
| Mejor Defensora de la WNBA                    | Tamika Catchings | Indiana Fever      |
| Jugadora Más Mejorada de la WNBA              | Kristi Toliver   | Los Angeles Sparks |
| Peak Performers de la WNBA (puntos)           | Angel McCoughtry | Atlanta Dream      |
| Peak Performers de la WNBA (rebotes)          | Tina Charles     | Connecticut Sun    |
| Peak Performers de la WNBA (asistencias)      | Lindsay Whalen   | Minnesota Lynx     |
| Mejor Sexta Mujer de la WNBA                  | Renee Montgomery | Connecticut Sun    |
| Rookie del Año de la WNBA                     | Nneka Ogwumike   | Los Angeles Sparks |
| Premio a la Jugadora Más Deportiva de la WNBA | Kara Lawson      | Connecticut Sun    |
| Entrenador del Año de la WNBA                 | Carol Ross       | Los Angeles Sparks |

## Playoffs
|  | 1ª ronda Mejor de 3 | 1ª ronda Mejor de 3 | 1ª ronda Mejor de 3 |             |    | Finales de Conferencia Mejor de 3 | Finales de Conferencia Mejor de 3 | Finales de Conferencia Mejor de 3 |  |    | Finales de la WNBA Mejor de 5 | Finales de la WNBA Mejor de 5 | Finales de la WNBA Mejor de 5 |  |
|  |                     |                     |                     |             |    |                                   |                                   |                                   |  |    |                               |                               |                               |  |
|  |                     |                     |                     |             |    |                                   |                                   |                                   |  |    |                               |                               |                               |  |
|  | E1                  | Connecticut         | 2                   |             |    |                                   |                                   |                                   |  |    |                               |                               |                               |  |
|  | E1                  | Connecticut         | 2                   |             |    |                                   |                                   |                                   |  |    |                               |                               |                               |  |
|  | E4                  | New York            | 0                   |             |    |                                   |                                   |                                   |  |    |                               |                               |                               |  |
|  | E4                  | New York            | 0                   |             | E1 | Connecticut                       | 1                                 |                                   |  |    |                               |                               |                               |  |
|  | Conferencia Este    |                     |                     |             | E1 | Connecticut                       | 1                                 |                                   |  |    |                               |                               |                               |  |
|  |                     |                     | E2                  | Indiana     | 2  |                                   |                                   |                                   |  |    |                               |                               |                               |  |
|  | E2                  | Indiana             | E2                  | Indiana     | 2  | 2                                 |                                   |                                   |  |    |                               |                               |                               |  |
|  | E2                  | Indiana             |                     |             |    |                                   |                                   |                                   |  |    |                               |                               |                               |  |
|  | E3                  | Atlanta             | 1                   |             |    |                                   |                                   |                                   |  |    |                               |                               |                               |  |
|  | E3                  | Atlanta             | 1                   |             |    |                                   |                                   |                                   |  | E2 | Indiana                       | 3                             |                               |  |
|  |                     |                     |                     |             |    |                                   |                                   |                                   |  | E2 | Indiana                       | 3                             |                               |  |
|  |                     |                     | W1                  | Minnesota   | 1  |                                   |                                   |                                   |  |    |                               |                               |                               |  |
|  | W1                  | Minnesota           | W1                  | Minnesota   | 1  | 2                                 |                                   |                                   |  |    |                               |                               |                               |  |
|  | W1                  | Minnesota           |                     |             |    |                                   |                                   |                                   |  |    |                               |                               |                               |  |
|  | W4                  | Seattle             | 1                   |             |    |                                   |                                   |                                   |  |    |                               |                               |                               |  |
|  | W4                  | Seattle             | 1                   |             | W1 | Minnesota                         | 2                                 |                                   |  |    |                               |                               |                               |  |
|  | Conferencia Oeste   |                     |                     |             | W1 | Minnesota                         | 2                                 |                                   |  |    |                               |                               |                               |  |
|  |                     |                     | W2                  | Los Angeles | 0  |                                   |                                   |                                   |  |    |                               |                               |                               |  |
|  | W2                  | Los Angeles         | W2                  | Los Angeles | 0  | 2                                 |                                   |                                   |  |    |                               |                               |                               |  |
|  | W2                  | Los Angeles         |                     |             |    |                                   |                                   |                                   |  |    |                               |                               |                               |  |
|  | W3                  | San Antonio         | 0                   |             |    |                                   |                                   |                                   |  |    |                               |                               |                               |  |
|  | W3                  | San Antonio         | 0                   |             |    |                                   |                                   |                                   |  |    |                               |                               |                               |  |
|  |                     |                     |                     |             |    |                                   |                                   |                                   |  |    |                               |                               |                               |  |